# Aachener Stiftung Kathy Beys
Die Aachener Stiftung Kathy Beys ist eine Stiftung des privaten Rechts mit Sitz in Aachen. Ziel der Umweltstiftung ist es, der Gesellschaft Denkanstöße und Handlungsoptionen für eine lebenswerte Zukunft aufzuzeigen.

## Geschichte
Die Stiftung wurde im Jahr 1988 gegründet und trug zunächst den Namen „Mensch und Natur“. Kathy Beys-Baldin (1949–1995), Tochter der Aachener Unternehmerfamilie Martini-Sommer, legte zusammen mit ihrem Mann Stephan Baldin den finanziellen Grundstein für die Stiftung. Nach dem Tod von Kathy Beys-Baldin erhielt die Stiftung deren Namen, sie wurde seitdem von Stephan Baldin weitergeführt. Wesentliche Anregungen für das Thema Ressourcenproduktivität kamen von der ehemaligen Lokalpolitikerin Stephanie Weis-Gerhardt, die 1995 – 2008 ehrenamtlich für die Stiftung tätig war. Bis 2016 war die Stiftung mit eigenen Projekten ausschließlich operativ tätig, seit 2017 als Förderstiftung. Mit dem Wechsel von Stephan Baldin in das Kuratorium der Stiftung wurde im Jahr 2019 Ruth Malangré-Baldin Vorstand der Stiftung.

## Ziele und Aktivitäten
Die Projekte der Jahre 1995 – 2016 nahmen die Schnittstelle von Ökonomie und Ökologie in den Blick. Durch Beauftragung von Studien, die Veröffentlichung von wissenschaftlichen Argumentationspapieren und die Veranstaltung von Parlamentarischen Abenden wurden Experten und Allgemeinheit informiert. Die Stiftung wurde auch selber als Expertin für Stellungnahmen angefragt. Ein Schwerpunkt der Stiftungsarbeit war die Begleitung nachhaltiger Regionalentwicklung.
- Faktor X Siedlungen[9]

In Pilotprojekten erprobte die Stiftung mit Partnern seit 2011 einen neuen Weg jenseits der bloßen Einsparung von Heizenergie. In zwei Siedlungen in Inden und Eschweiler wurden Gebäude errichtet, die gegenüber dem Energiestandard KfW 55 mindestens die Hälfte an Ressourcen einsparen.
- Heimat 2035[14]

2010 – 2013 arbeitete die Stiftung zusammen mit der Städteregion Aachen an einem Projekt über die Zukunft dieser Region. Das wichtigste Instrument war dabei die Szenariotechnik, ein Kommunikationsprozess unter Einbeziehung der Bürger vor Ort.
- Indeland 2050[17]

1999 – 2016 begleitete die Stiftung den Prozess rund um den Braunkohletagebau Inden. In dem Projekt „Indeland 2050“ wurden in den Jahren 2008–2009 Visionen für dieses Gebiet erarbeitet und veröffentlicht.
- Aachener Foren[20]

In den Jahren 2000 bis 2005 organisierte die Stiftung vier „Aachener Foren“ mit bekannten Vertretern der Nachhaltigkeitsdiskussion rund um das Thema Ressourcenproduktivität.

## Internetportale
Um die Ideen der Stiftung einer breiten Öffentlichkeit zugänglich zu machen, betreibt die Stiftung verschiedene Informationsportale im Internet:
- Das Internetportal Faktor X[22] behandelt seit dem Jahr 2003 das Thema Ressourcenproduktivität, -effektivität.[23]
- Das Lexikon der Nachhaltigkeit[24] wurde im Jahr 2000 konzipiert und informiert über Inhalte, Entwicklungen und Ziele nachhaltigen Handelns.[25]
- Die Internetplattform unserAC[26] bringt seit Mai 2014 Bürger der Städteregion Aachen zusammen, die sich mit eigenen Initiativen für kleine und große Veränderungen in ihrem Umfeld einsetzen. Mit dazugehörigem Vereinskataster, Ratsinformationssystem aus allen Kommunen und einem Veranstaltungskalender informiert die Webseite umfassend über jegliche Aktivitäten innerhalb der Städteregion und animiert zum Mitmachen.